# Vanlandi
Vanlandi, o Vanlande (norreno antico "l'uomo della terra del Vanir"), (... – Gamla Uppsala, I secolo), è stato un re leggendario sueone della casata dei Yngling, di Uppsala.
Era figlio di Sveigðir e a lui succedette Vísburr.

## Ynglinga saga
La Saga degli Ynglingar (Ynglinga saga) racconta come sia morto per un sortilegio: 

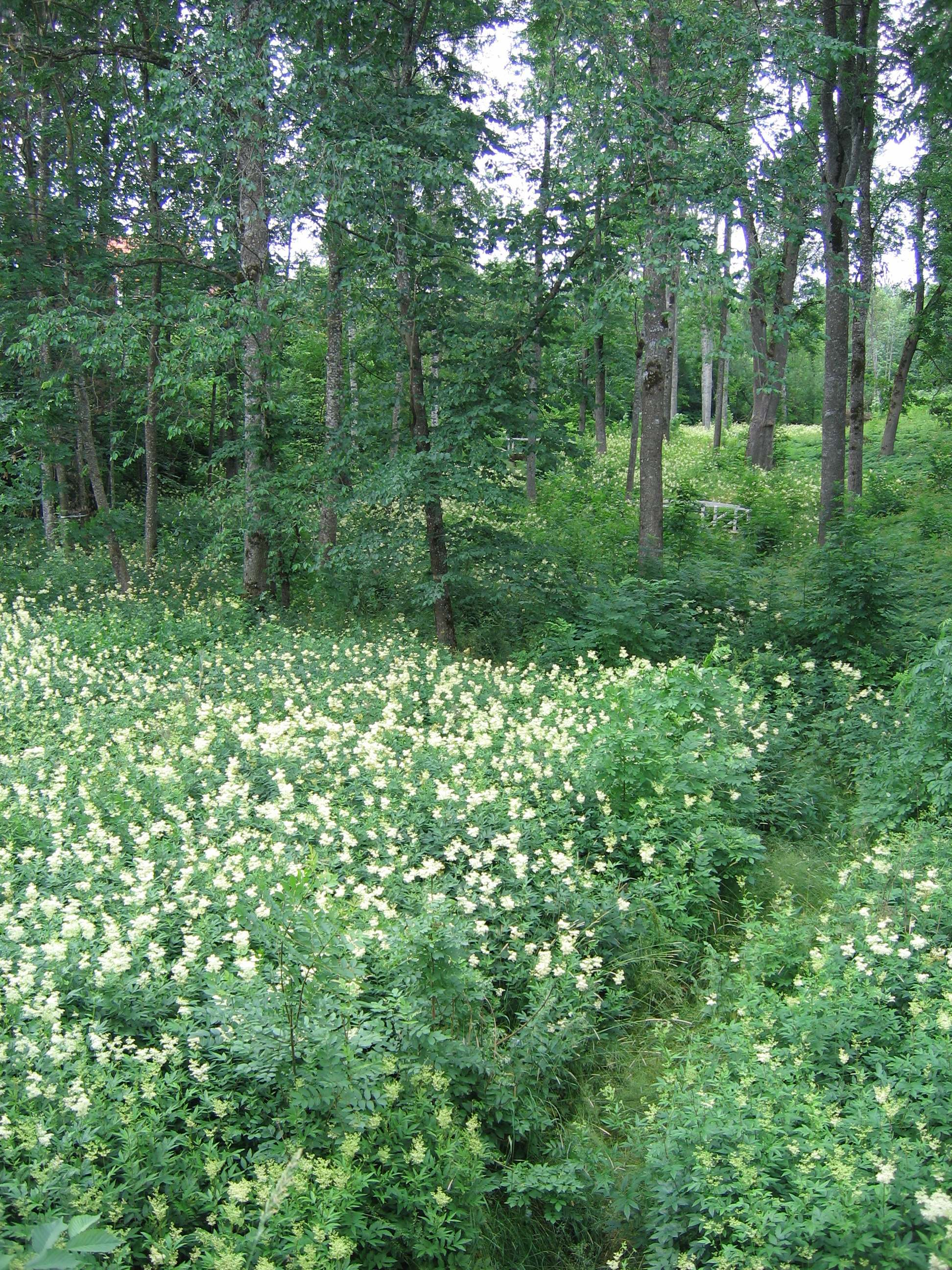
I resti di Vanlandi furono seppelliti presso lo Skúta (Skytaa, Skutån: torrente che colpisce), l'odierno Skuttungeån, Uppland.

Driva fece un patto moglie-strega con Huld per incantare Vanlandi per farlo tornare in Finlandia o, altrimenti, per ucciderlo. Quando la stregoneria fu emessa, Vanlandi era a Uppsala, e un grande desiderio venne a lui di tornare in Finlandia; ma i suoi amici e consiglieri lo avvertirono altrimenti, e dissero che il maleficio del popolo finlandese si manifestava nel suo desiderio di tornare là. In seguito divenne molto stanco, e si distese per dormire. Ma quando aveva giusto dormito un poco urlò, dicendo che Mara lo stava calpestando. I suoi uomini accorsero a lui per aiutarlo. Tuttavia quando prendevano la sua testa, lei calpestava le sue gambe fino a quasi romperle, e quando afferravano le sue gambe lei premeva sulla sua testa e così morì. Gli svedesi presero il suo corpo e lo bruciarono presso il fiume chiamato Skytaa, dove fu eretta una pietra sopra di lui.»
(Snorri Sturluson - Saga degli Ynglingar - Chapter 13. traduzione in inglese)
Sniō il Vecchio è una figura riconducibile all'impersonificazione della neve, Huld è una potente vǫlva, mentre Mara è lo spirito degli incubi (dal proto-germano marōn, tuttora in Svedese Mara significa incubo), il cui malefico danzare sul corpo di chi è alle porte del sonno, opprimendolo, ricorda la paralisi ipnagogica.

## Ynglingal
Senza la prosa di Snorri la Saga degli Ynglingar, l'Ynglingatal, sarebbe ben più difficile da interpretare.
(NON) 

En á vit

Vilja bróður

vitta véttr

Vanlanda kom,

þá er trollkund

of troða skyldi

liðs grímhildr

ljóna bága;

ok sá brann

á beði Skútu

menglötuðr,

er mara kvalði

(IT) 

Ma ad incontrare

il fratello di Vili[=Odino]

il demone del sortilegio 

portò Vanlandi,

quando il nato dalla strega

Grìmhildr della notte

calpestò sopra;
 
il nemico degli uomini[=guerriero],

E fu bruciato

sulla sponda dello Skytaa 

colui che perde la collana[=il generoso?],

colui che Mara asfissiò.
(EN) 

And to visit

Vili's brother[=Óðinn]

a witch's spell

sent Vanlandi,

when troll-kind[=witch-born?]

trampled—

ale-night's Hildr;[=Grímhildr of ale?]

the enemy of men[=warrior],

and he burned

on the bank of the Skúta

the necklace-waster,

the nightmare smothered[=whom mara killed].
(Þjóðólfr ór Hvíni - Ynglingatal, Stanze 4 e 5)
Qui l'interpretazione è più oscura e tende a variare in base all'autore. 
Chiaramente il kenning fratello di Víli è Odino. Trollkund potrebbe significare nato dalla strega, come troll della stregoneria, ma il senso complessivo non cambia. 
Piuttosto, grìmhildr è più problematico. Se grìm è l'oscurità, considerato che -hildur, -hildr è elemento comune nei nomi femminili, a volte è stato associato alle valchirie o a una dea dei liquori forti ma, leggendolo come grím hildr  è più semplice che si riferisse al succubus Mara, citata nell'ultima strofa, o al più a colei che lanciò il maleficio quindi al grimmr (in norreno: malevolo) di Hild (Huld, la vǫlva).

## Historia Norvegiæ
L'Historia Norvegiæ presenta un sunto del Ynglingatal in latino, più antico delle citazioni di Snorri.
Wanlanda, qui in somno

a dæmone suffocatus interiit,

quod genus

dæmoniorum norwegico
 sermone mara vocatur.

Hic genuit Wisbur [...].»
Walanda, che morì nel sonno

soffocato da un demone, 

uno della specie
 
demoniaca norvegese, 

invocato come 'Mara', 

Fu il padre di Visbur [...]»
(Historia Norvegiæ)
Vanlandi è altresì citato nel Íslendingabók quale successore di Svegðir e predecessore di Visbur.